# Training Day
Training Day ist ein Kriminalfilm des Regisseurs Antoine Fuqua aus dem Jahr 2001. Die Handlung spielt zum großen Teil in den Problemvierteln von Los Angeles, die von verschiedenen Drogendealern und Gangs beherrscht werden. Detective Alonzo Harris (Denzel Washington) interpretiert das Gesetz auf ganz eigene Weise. Er versteht es, den unerfahrenen Cop Jake Hoyt (Ethan Hawke) in seine selbstherrliche Vorgehensweise einzubeziehen, bis dieser sich entscheiden muss. Washington gewann 2002 für Training Day den Oscar als bester Hauptdarsteller.
Im Februar 2017 lief in den USA eine auf dem Film basierende, gleichnamige Fernsehserie an.

## Handlung
Die Handlung spielt in Los Angeles und dreht sich um den korrupten Drogenermittler Alonzo Harris und den im Bereich Drogenkriminalität noch unerfahrenen Polizisten Jake Hoyt. Dieser will unbedingt zum Drogendezernat, da er hier gute Karrierechancen für sich sieht. Dazu muss er allerdings erst einmal einen Probetag (engl.: training day) mit seinem neuen Vorgesetzten Harris überstehen, um sich zu bewähren.
Am Anfang ist Hoyt fasziniert von dem harten und selbstsicheren Harris, der behauptet, um die großen Fische zu schnappen, müsse man die Kleinen ihre kriminellen Geschäfte machen lassen, um sie als Informanten benutzen zu können. Doch der Eindruck ändert sich schnell, als Hoyt merkt, dass er es mit einem korrupten und brutalen Cop zu tun hat. Harris erpresst und beraubt Kleinkriminelle und Drogendealer, von denen er weiß, dass sie es nicht wagen, ihn anzuzeigen, und bessert so sein Gehalt auf. Da er zudem ein ranghohes Mitglied der Russenmafia getötet hat, benötigt er nun enorm viel Geld, um sich freikaufen zu können und nicht selbst beseitigt zu werden. Er besorgt sich durch Bestechung einen Durchsuchungsbeschluss für eine Razzia bei seinem Freund Roger, einem Ex-Kollegen, der als Dealer erhebliche Ersparnisse zurückgelegt hat. Als Harris Hoyt auffordert, Roger zu töten und sich auch an dessen Geld zu bedienen, weigert sich Hoyt und stellt sich gegen ihn.
Harris versucht daraufhin, sich seiner zu entledigen, und liefert Hoyt einer brutalen Latino-Gang aus. Durch einen Zufall – Hoyt hatte die Cousine eines Gangmitglieds vor einer Vergewaltigung gerettet – lassen die Latinos Hoyt jedoch wieder laufen, der nun zum Gegenschlag gegen Harris ausholt und ihm das für die Russen bestimmte Geld abnimmt. Wenig später wird Harris von einem Killerkommando der Russenmafia auf dem Weg zum Flughafen abgefangen und auf offener Straße erschossen. Auf dem Weg in sein Haus erfährt Jake über die Nachrichten, dass Harris getötet wurde.

## Deutsche Fassung
Der Film wurde bei der R.C. Production in Berlin vertont. Jan Odle schrieb das Dialogbuch, führte die Dialogregie und übernahm als Sprecher die Synchronisation von Noel Gugliemi.
| Figur                   | Darsteller        | Deutscher Sprecher |
| ----------------------- | ----------------- | ------------------ |
| Detective Alonzo Harris | Denzel Washington | Leon Boden         |
| Officer Jake Hoyt       | Ethan Hawke       | Frank Schaff       |
| Roger                   | Scott Glenn       | Reiner Schöne      |
| Stan Gursky             | Tom Berenger      | Hans-Jürgen Wolf   |
| Paul                    | Dr. Dre           | Michael Iwannek    |
| Blue                    | Snoop Dogg        | Asad Schwarz       |
| Sara Harris             | Eva Mendes        | Carolina Vera      |
| Sandmans Frau           | Macy Gray         | Sandra Schwittau   |
| Doug Rosselli           | Harris Yulin      | Joachim Kerzel     |
| Tim                     | Nick Chinlund     | Jan Spitzer        |
| Smiley                  | Cliff Curtis      | Marco Kröger       |
| Sniper                  | Raymond Cruz      | Lutz Schnell       |
| Moreno                  | Noel Gugliemi     | Jan Odle           |

## Rezeption
Training Day erhielt ein gutes Presseecho, was sich auch in den Auswertungen US-amerikanischer Aggregatoren widerspiegelt. So erfasst Rotten Tomatoes überwiegend positive Besprechungen und ordnet den Film dementsprechend als „Frisch“ ein. Laut Metacritic fallen die Bewertungen im Mittel „Grundsätzlich Wohlwollend“ aus.
Roger Ebert lobte in der Chicago Sun-Times vom 5. Oktober 2001  die Darstellungen von Denzel Washington und Ethan Hawke wie auch die Nebendarsteller, wobei er besonders Scott Glenn hervorhob. Ebert schrieb weiterhin, er habe Training Day auch aufgrund seiner „kinetischen Energie“ genossen, allerdings störten ihn einige „Logiklöcher“ in der letzten Viertelstunde des Films.
James Berardinelli fand die finalen 15 Minuten des Films ebenfalls „enttäuschend“, beschrieb Training Day insgesamt aber als „fesselnd“ und „stark“. Er meinte außerdem, der Film funktioniere als „sozialer Kommentar“. Hawke sei „solide“ in seiner „undankbaren“ Rolle, Washington, der in Hurricane und Gegen jede Regel „rechtschaffene“ Menschen spielte, fühle sich sichtlich wohl in einer Rolle auf der anderen Seite der „moralischen Richtschnur“ und stehle jede Szene.
Cinema meinte, der Film sei „eigentlich ein ganz normaler Cop-Krimi, etwas träge erzählt, mit Denzel Washington in seiner ersten Bösewicht-Rolle glänzend besetzt“, aber „hinter seinen Bildern“ sage er „viel aus über die Eigenwahrnehmung der Amerikaner“. Er handle „vom Wettstreit zwischen Idealismus und Pragmatismus“.

„Ein durch affektiertes Schauspiel geprägter Thriller, dessen Drehbuch kaum originelle Facetten aufzeigt; die genre-immanente Spannung wird zugunsten eines überzogenen Finales verspielt.“

Prisma befand, dass der „anfängliche Realismus“ dieses „deftigen“ Cop-Thrillers „mehr und mehr zu Unwahrscheinlichkeiten“ verkomme, weshalb der Film letztlich „nur eine weitere – immerhin zu Beginn recht packende – Variante der üblichen „Verbrechen lohnt sich nicht“-Story“ sei.
Denzel Washington gewann 2002 für Training Day den Oscar als bester Hauptdarsteller, wurde für den Golden Globe Award als bester Hauptdarsteller nominiert und gewann neben Snoop Dogg den MTV Movie Award 2002. Ethan Hawke wurde für den Oscar als bester Nebendarsteller nominiert. Denzel Washington, Antoine Fuqua und der Film als bester Film gewannen 2002 den Black Reel Award.